# Titisee
Titisee è un lago della Germania (Baden-Württemberg), situato nella Foresta Nera, a SE di Friburgo in Brisgovia. Il lago si trova a 845 m sul livello del mare e la sua superficie misura circa 1,2 km². La profondità media è di circa 20 m e quella massima di 40 m. Sulla sponda nordorientale è situato il centro turistico di Titisee.
In inverno la superficie del lago gela ed è in parte agibile per il pattinaggio.